# Jaworzynka (Beskid Sądecki)
Jaworzynka, Jaworzyna (936 m) – niewybitny szczyt górski w Beskidzie Sądeckim znajdujący się w grzbiecie głównym Pasma Radziejowej, pomiędzy szczytami Koziarza (943 m) oraz Błyszcza (945 m). Z wierzchołka odchodzi na zachód krótki grzbiet opadający ku dolinie Dunajca. Znajduje się na nim wierzchołek Kolebisko z rozległą Polaną Kolebisko. Wschodnie stoki Jaworzynki opadają do doliny dopływu Obidzkiego Potoku. Znajdują się na nich pojedyncze zabudowania należących do Obidzy osiedli Wyrostki, Kulas i Wielga. W stoki Jaworzynki wcinają się jeszcze dolinki uchodzących do Dunajca w Tylmanowej potoków Klępowski i Kaletowski.
Sam wierzchołek Jaworzynki jest porośnięty lasem, ale stoki są lesiste tylko częściowo, dzięki czemu są one dobrym punktem widokowym. Przez Jaworzynkę przebiegają dwa szlaki turystyczne, nie prowadzą one jednak przez jej szczyt, lecz jej stokami nieco poniżej szczytu. Krzyżują się na Przełęczy pod Koziarzem.
Przez szczyt przebiega granica Popradzkiego Parku Krajobrazowego, należą do niego zachodnie stoki Jaworzynki. Z rzadkich w Polsce roślin na stokach Jaworzynki znaleziono stanowisko ostrożnia dwubarwnego.

## Piesze szlaki turystyczne
zielony szlak: Tylmanowa – Przełęcz pod Koziarzem. Czas przejścia 1:30 h, ↓ 1:15 h
 żółty: Łącko – przeprawa promowa – Cebulówka – Okrąglica Północna – Koziarz – Przełęcz pod Koziarzem – Błyszcz – przełęcz Złotne – Dzwonkówka. Czas przejścia 4:45 h, ↓ 3:45 h

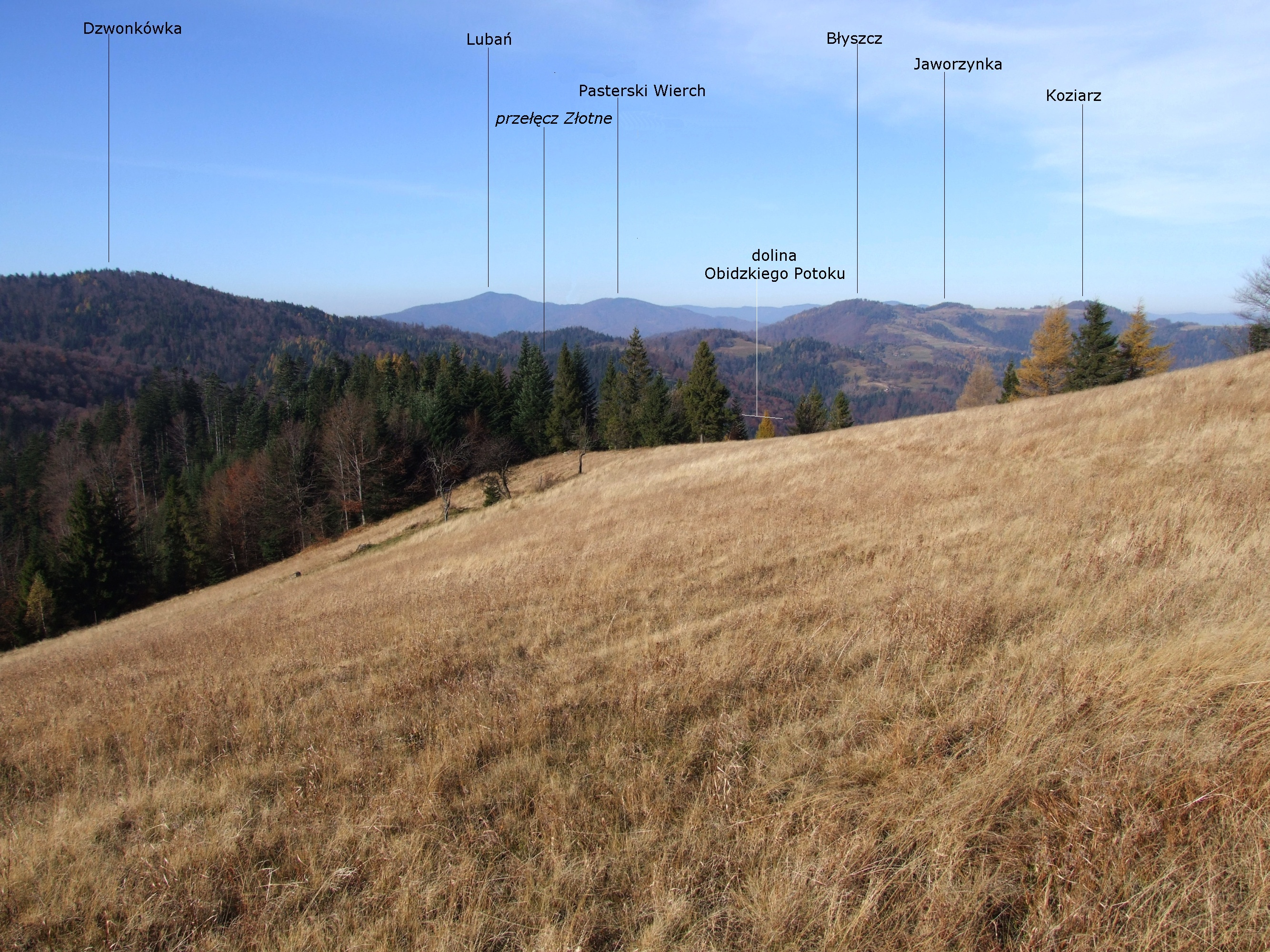
Widok z Rokity